# Leda in labod (Michelangelo)
Leda in labod je Michelangelova izgubljena slika tempere na platnu, ki je nastala leta 1530, zdaj pa je ohranjena le v kopijah in različicah. Delo upodablja grški mit o Ledi in labodu.

## Zgodovina
Leta 1512 je Alfonso I. d'Este, vojvoda Ferrare, odšel v Rim, da bi se spravil s papežem Julijem II., ki ga je poleti 1510 izobčil zaradi zavezništva z Ludvikom XII. proti Beneški republiki. Julij mu je oprostil in Alfonso je preživel nekaj dni v Rimu, preden se je vrnil v Ferraro. 11. julija je obiskal Sikstinsko kapelo, kjer je Michelangelo slikal strop. Ko se je vzpenjal na oder, se je dolgo in občudujoče pogovarjal z Michelangelom, ki mu je obljubil sliko.
Minilo je nekaj let, ne da bi bilo naročilo uradno potrjeno, dokler ni moral Michelangelo leta 1529 oditi v Ferraro, da bi kot »generalni guverner utrdb« Florentinske republike pregledal njeno obzidje, pripravljeno na pričakovano obleganje. Ob tej priložnosti je vojvoda spomnil Michelangela na obljubo in po besedah Condivija in Vasarija je delo ustvaril, ko se je avgusta 1530 po padcu mesta vrnil v Firence, morda v času, ki ga je moral preživeti v ilegali. To je bilo kvadratno delo v temperi, ki je Jupitra predstavljalo kot laboda, ki se je ljubil z ležečo Ledo (na podlagi kompozicije iz starodavnih rimskih gem in pečatov), jajci in Kastorjem in Polidevkom kot otrokoma.
Dokončana je bila sredi oktobra 1530, vendar jo je Alfonso ob Michelangelovem zaslišanju označil za »majhno«, zato je ta ni hotel izročiti. Delo in nekatere pripravljalne risbe je dejansko (bodisi kot nakup ali darilo) pridobil Antonio Mini, ki jo je leta 1531 odnesel v Francijo. Leta 1532 jo je prepustil Francu I., ki jo je kasneje poslal v  palačo Fontainebleau. Najbolj znana kopija je pripisana Rossu Fiorentinu in visi v Narodni galeriji v Londonu , druge pa v Gemäldegalerie (Dresden), Gemäldegalerie, Berlin in muzeju Correr v Benetkah. Casa Buonarroti v Firencah vsebuje ne samo kopijo, temveč tudi pripravljalno risbo Ledine glave, ki naj bi jo imel Michelangelo sam. Obstaja tudi več odtisov dela, med katerimi je najbolj zvest tisti Nicolasa Béatrizeta, ki prikazuje tudi Kastorja in Polidevka.